# Glan (Sarangani)
Glan (Bayan ng Glan) är en kommun i Filippinerna. Kommunen ligger på ön Mindanao, och tillhör provinsen Sarangani. Folkmängden uppgår till 83 051 invånare.

## Bildgalleri

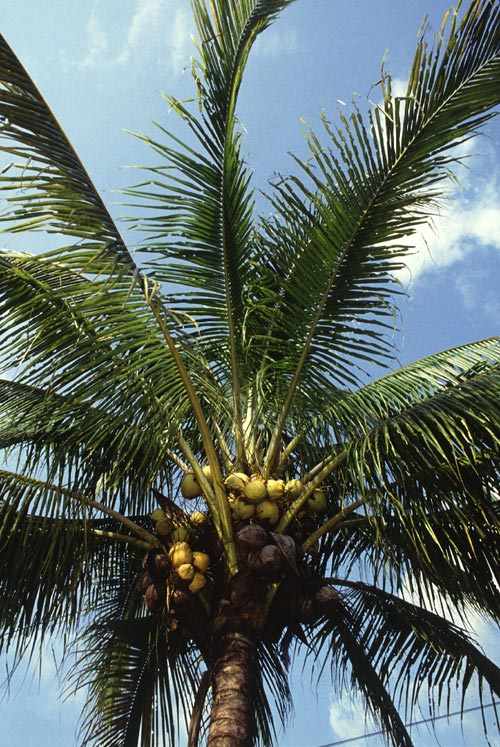

## Barangayer
Glan är indelat i 31 barangayer.
| - Baliton - Batotuling - Batulaki - Big Margus - Burias - Cablalan - Calabanit - Calpidong - Congan - Cross - Datalbukay | - E. Alegado - Glan Padidu - Gumasa - Ilaya - Kaltuad - Kapatan - Lago - Laguimit - Mudan - New Aklan | - Pangyan - Poblacion - Rio Del Pilar - San Jose - San Vicente - Small Margus - Sufatubo - Taluya - Tango - Tapon |